# مايك مكارثي (لاعب كرة قدم أمريكية)
مايك مكارثي (بالإنجليزية: Mike McCarthy)‏ هو لاعب كرة قدم أمريكية أمريكي، ولد في 10 نوفمبر 1963 في بيتسبرغ في الولايات المتحدة.

## وصلات خارجية
- مايك مكارثي على موقع إن إن دي بي (الإنجليزية)